# Matsumoto, Nagano

Matsumoto (松本市 Matsumoto-shi?) este un municipiu din Japonia, prefectura Nagano.